# Trottatore
Un trottatore è un cavallo che disputa corse al trotto. Ci sono diverse razze di trottatori nel mondo, ognuna con le proprie caratteristiche e la propria storia, risultato dello sviluppo delle corse al trotto nel Paese di origine.

## Storia
La storia del trottatore è direttamente correlata allo sviluppo e al successo delle corse al trotto. Per soddisfare un pubblico sempre più numeroso, i cavalli sono stati selezionati per diverse generazioni in base alla loro attitudine per questa disciplina. L’allevamento selettivo ha portato alla creazione di diverse razze di trottatori nel mondo.
Mentre le corse di cavalli al galoppo sono state effettuate fin dall'antichità, le prime corse al trotto sono state disputate nel XVII secolo nei paesi del nord Europa, specialmente Paesi Bassi e Danimarca. Le corse al trotto si sono sviluppate nel XVIII secolo nei Paesi Bassi, in Italia e in Russia come estensione dell'uso di cavalli da carrozza. In Inghilterra, pur essendoci una particolare razza di trottatore, il Trottatore Norfolk, non vi fu interesse per questo tipo di corse. In Francia, le prime corse al trotto apparvero all'inizio del XIX secolo; inizialmente si disputarono in Bretagna, poi nella Francia orientale. Negli Stati Uniti d'America la prima corsa al trotto si disputò nel 1806 a New Haven, mentre in Italia la prima gara si disputò nel 1808 a Padova in Prato della Valle.
Negli Stati Uniti la selezione e l’allevamento hanno ottenuto il trottatore americano, mentre in Italia è stato sviluppato il trottatore italiano e in Russia il trottatore Orlov. La prima gara nazionale di trotto si svolse in Francia nel 1836 nell’ippodromo di Cherbourg-Octeville per iniziativa di Efrem Houël, un giovane ufficiale delle Scuderie Nazionali. Nella seconda metà dell’Ottocento, in Normandia cominciò la selezione e l’allevamento che ha dato origine al trottatore francese. Le corse al trotto si diffusero nel resto del mondo e arrivarono anche in Australia e Nuova Zelanda, dove furono molto apprezzate. Il trottatore americano è molto utilizzato nelle corse ed anche nell’allevamento, in cui ha partecipato all’evoluzione di diverse razze tra cui il trottatore russo.